# 地域医療機能推進機構神戸中央病院附属看護専門学校
地域医療機能推進機構神戸中央病院附属看護専門学校（ちいきいりょうきのうすいしんきこうこうべちゅうおうびょういんふぞくかんごせんもんがっこう）は、兵庫県神戸市北区にあった医療系専修学校。略称は、JCHO神戸中央病院附属看護専門学校。地域医療機能推進機構神戸中央病院に隣接した立地にあった。

## 沿革
（この節の出典）
- 1971年（昭和46年） - 社会保険神戸高等看護学院（2年課程定時制）として開校
- 1981年（昭和56年） - 全日制を併設
- 1983年（昭和58年） - 定時制廃止
- 1986年（昭和61年） - 現在地に移転
- 1987年（昭和62年） - 2年課程を廃止
- 2024年（令和6年） - 閉校[2]

## 学科
- 看護専門課程 看護学科（3年課程）

## 交通アクセス
- 神戸電鉄有馬線「北鈴蘭台駅」より徒歩10分[3]